# Baltasar Corrada del Río
Baltasar Corrada del Río   (Guayama, 10 d'abril de 1935 - Fort Myers, 11 de març de 2018) va ser un advocat i polític porto-riqueny. Fou jutge del Tribunal Suprem de Puerto Rico, Secretari d'Estat en el primer quadrienni del governador Pedro Rosselló González, Comissionat Resident a Washington DC i president de la Comissió de Drets Civils a l'inici dels anys 1970. És fill de Ròmul Corrada i Ana del Rio.
En la política porto-riquenya Corrada del Rio va ser membre del Partit Nou Progressista, amb qui va ser elegit Comissionat Resident a Washington DC de 1977 a 1984. Després va ser alcalde de San Juan guanyant les eleccions a Victoria Muñoz Mendoza i la seva germana, Ita Corrada, que va representar el Partit Independentista Porto-riqueny. En el 1988 es va presentar per a Governador de Puerto Rico perdent la contesa enfront de Rafael Hernández Colón. Va morir l'11 de març de 2018.